# Alma (imię męskie)

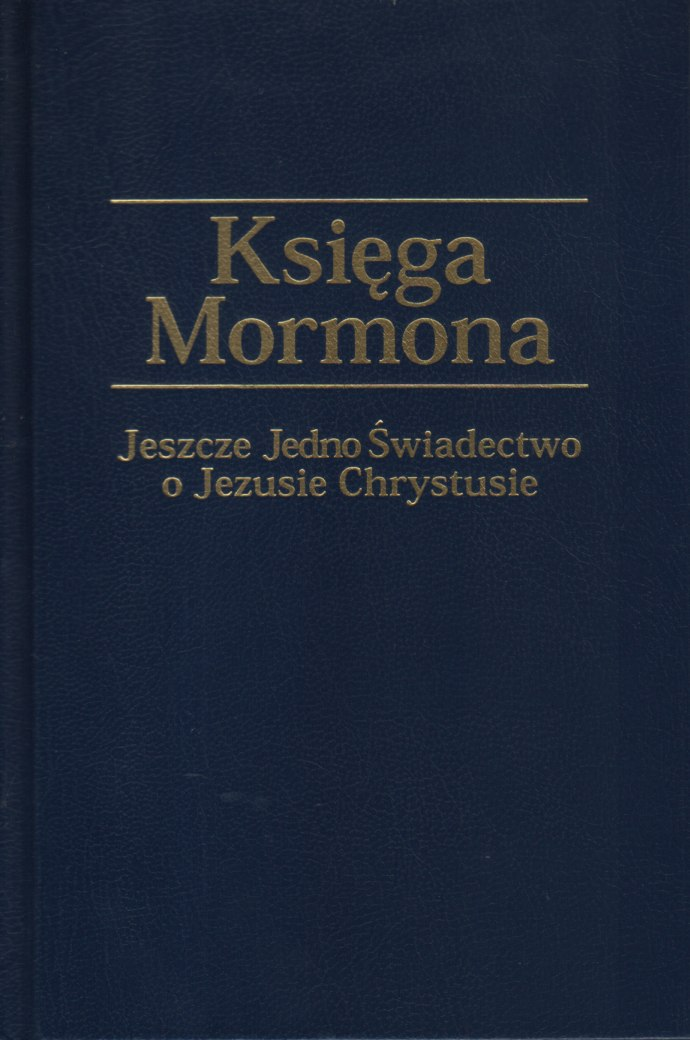
Księga Mormona, jedno z mormońskich pism świętych i jednocześnie tekst, z którego pochodzi imię Alma

Alma (deseret 𐐈𐐢𐐣𐐈) – imię męskie występujące w wyznaniach należących do ruchu świętych w dniach ostatnich (mormonów).  Pochodzi z Księgi Mormona, w której nosiły je dwie kluczowe postacie. Pojawiło się w źródłach już w początkach mormonizmu. Popularne w zdominowanym przez świętych w dniach ostatnich stanie Utah. Występuje wśród wyznających mormonizm Maorysów, jak również w odwołujących się do mormonizmu grupach praktykujących małżeństwa pluralistyczne. Znalazło odzwierciedlenie w szerszej mormońskiej kulturze. Jako imię wywiedzione z pism świętych uznawane jest za powód do dumy. Ma także wywierać pozytywny wpływ na życie duchowe noszącego je człowieka.

## Pochodzenie
Pochodzi z Księgi Mormona, jednego z pism świętych przynależnych do kanonu tej tradycji religijnej. Nosiły je w tym tekście dwie kluczowe postacie. Pierwsza, wyższy kapłan, żyć miała w II wieku p.n.e. Druga, syn poprzedniego, wyższy kapłan oraz naczelny sędzia, działać miała na przełomie II i I wieku p.n.e.

## Perspektywa historyczna
Imię pojawia się w źródłach historycznych w początkach mormonizmu. Nosiło je kilka postaci z wczesnej historii Kościoła Jezusa Chrystusa Świętych w Dniach Ostatnich. Wymienia się tutaj Almę Pratta, jednego z synów Parleya P. Pratta oraz Hannahetty Snively, a także Almę Kimballa, jednego z wnuków Hebera C. Kimballa. Jednym z pierwszych misjonarzy wysłanych do Japonii oraz autorem tłumaczenia Księgi Mormona na język japoński był z kolei Alma O. Taylor.
Jego historyczne występowanie nie jest wszakże ograniczone do postaci pamiętanych przede wszystkim z aktywności religijnej. Nieco później nosił je bowiem Alma Richards, lekkoatleta, mistrz olimpijski ze Sztokholmu (1912) oraz pierwszy mieszkaniec Utah ze złotym medalem olimpijskim w dorobku.

## Występowanie i popularność
Wśród świętych w dniach ostatnich jest popularnym i dość chętnie wybieranym imieniem. Częściowo wynika to z jego silnego zakorzenienia w materiałach publikowanych przez Kościół. Inne, rzadziej wykorzystywane imiona bowiem, takie jak Szule czy Zenok, w podręcznikach, przemówieniach czy prasie kościelnej pojawiają się znacznie rzadziej.
Często spotyka się je w zdominowanym przez mormonów stanie Utah, choć szczyt jego popularności tamże przypadł na 1913. Z uwagi na przemożny wpływ mormonizmu na kulturę Utah zalicza się je do najbardziej oczywistych imion kojarzonych ze stanem.
Jako imię specyficznie mormońskie znalazło odbicie w kulturze Kościoła, z którego wierzeń wyrosło. Artykuł na łamach pisma „Friend” z maja 1994 wskazuje choćby, że imię zaczerpnięte z Księgi Mormona może być powodem do dumy oraz wywierać pozytywny wpływ na życie duchowe noszącego je człowieka. Podobną tematykę porusza numer tego samego pisma z lutego 1995.
Występuje nie tylko w Kościele Jezusa Chrystusa Świętych w Dniach Ostatnich, głównej denominacji świętych. Pojawia się też wśród wiernych należących do mniejszych odłamów, w tym do Fundamentalistycznego Kościoła Jezusa Chrystusa Świętych w Dniach Ostatnich. Nosili je także przywódcy praktykującej małżeństwa pluralistyczne grupy mormońskiej osiadłej w Meksyku, Alma Dayer LeBaron, Sr. oraz jego syn Alma Dayer LeBaron, Jr.
Międzynarodowa ekspansja mormonizmu przyczyniła się do pojawienia się imienia Alma również poza granicami Stanów Zjednoczonych. Występuje chociażby wśród nowozelandzkich Maorysów (w zapisie Arami).